# Platygaster ruficornis
Platygaster ruficornis är en stekelart som först beskrevs av Pierre André Latreille 1805.  Platygaster ruficornis ingår i släktet Platygaster och familjen gallmyggesteklar. Inga underarter finns listade i Catalogue of Life.